# کوه تیکلا
کوه تیکلا (به اسپانیایی: Ticlla) یک کوه در پرو است که در Lima Region, Peru واقع شده‌است. کوه تیکلا ۵٬۸۹۷ متر بالاتر از سطح دریا واقع شده‌است.